# Forteresse de Železnik
La forteresse de Železnik (en serbe cyrillique : Средњовековно утврђење "Железник" ; en serbe latin : Srednjovekovno utvrđenje "Železnik") est située à Miljkovac, dans la municipalité de Crveni krst, sur le territoire de la ville de Niš et dans le district de Nišava, en Serbie. Elle est inscrite sur la liste des monuments culturels protégés de la république de Serbie (identifiant no SK 861),,.